# Ricochet Xtreme
Ricochet Xtreme (noto anche semplicemente come Ricochet e precedentemente Rebound) è il primo gioco della serie Ricochet creati da Reflexive Entertainment.
Il gameplay è molto simile ad Arkanoid, ma più stilizzato. Il gioco si svolge attraverso quattro ambientazioni, una spaziale, una subacquee, una a tema tecnologico ed una denominata "infinity". In ogni livello, gli elementi dello scenario sono animati. Alcuni esplodono, altri sono indistruttibili, e altri rilasciano potenziamenti (power-up), i cui effetti possono essere positivi o negativi.